# Holden Cruze

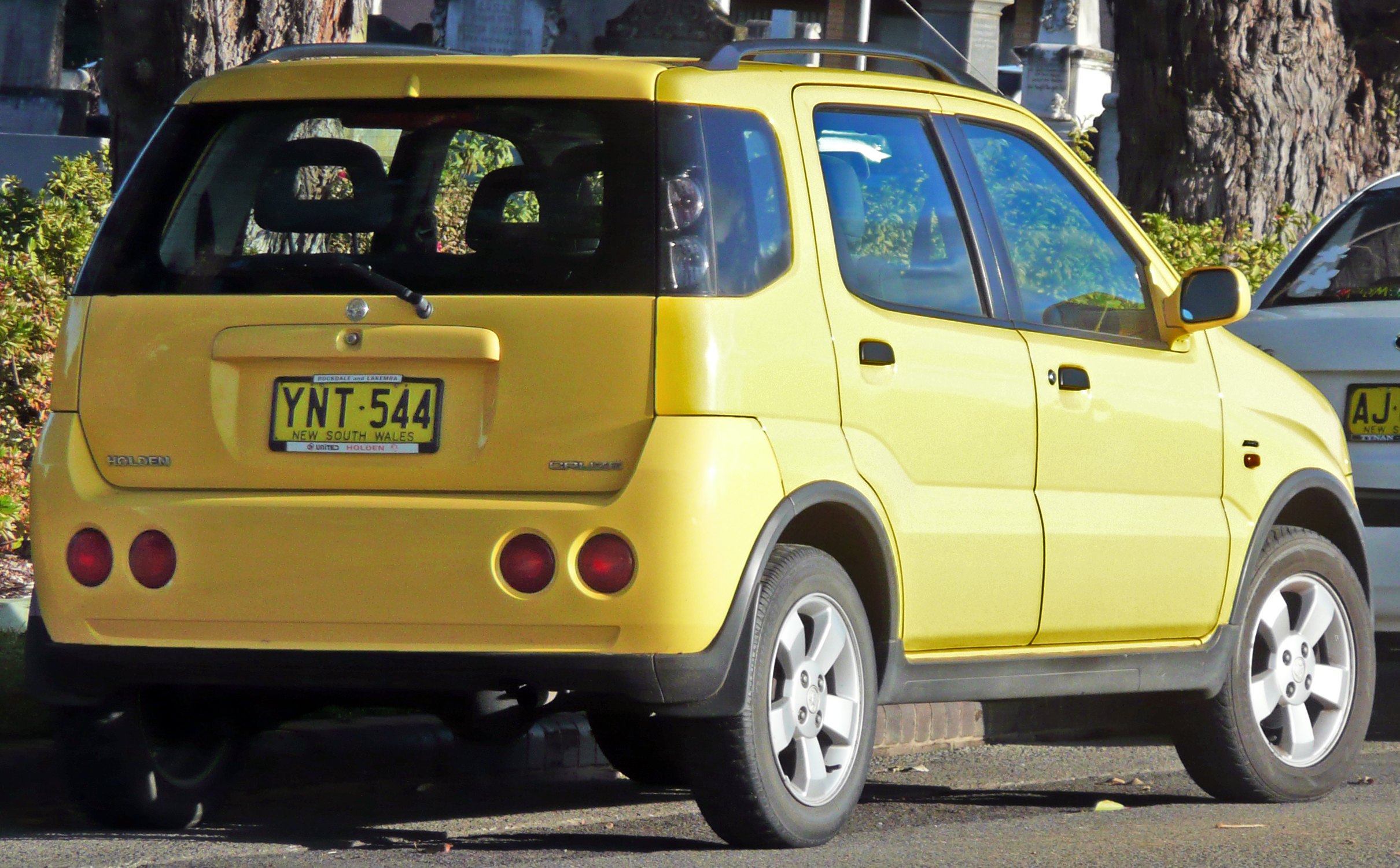
Holden Cruze (2002)

De Holden Cruze is een personenauto van de Australische autofabrikant Holden.

## Kleine SUV (2001-2006)
De naam Cruze werd voor het eerst gebruikt voor een kleine SUV die tussen 2001 en 2008 werd geproduceerd. De Cruze was in essentie een voor de Australische markt aangepaste versie van de tweede generatie van de Suzuki Ignis. Het verschil net de Ignis is het gebruik van een 1,5 liter 75 kW DOHC-motor in plaats van de standaard 1,3 liter. De Cruze was leverbaar met zowel een handmatige als automatische versnellingsbak.
Holden stopte de productie van de Cruze in 2006, toen bleek dat de emissiewaarden van de 1,5 liter te hoog waren ten opzichte van de Euro III-norm. Ontwikkelen van een passende opvolger voor het blok zou te kostbaar worden. In Japan werd de Ignis tot 2008 zonder aanpassingen op de markt gebracht als Chevrolet Cruze.

## Middenklasser (2009-)

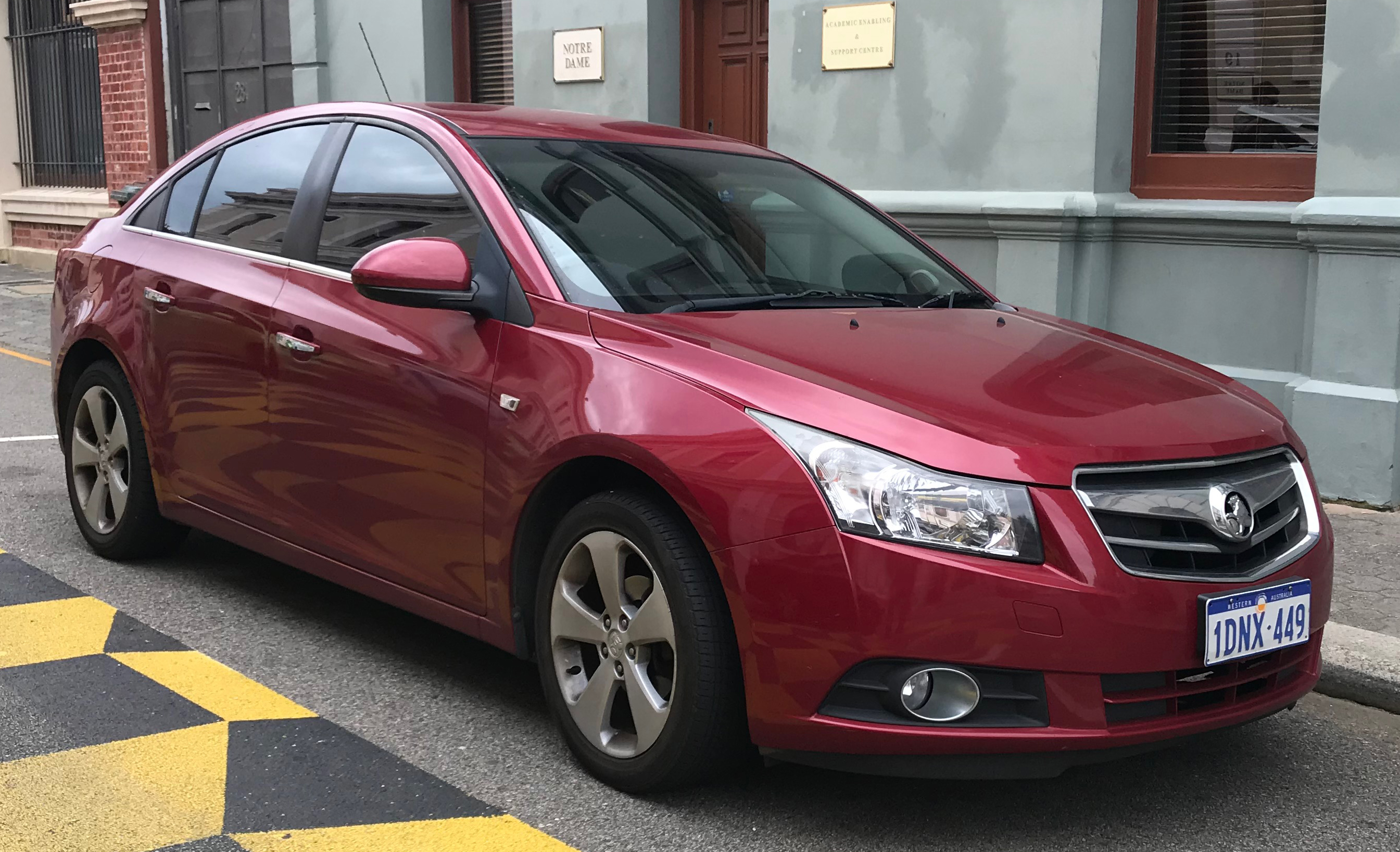
Holden Cruze CDX sedan (2009-2010)

De op de autotentoonstelling Mondial de l'Automobile in oktober 2008 gepresenteerde Chevrolet Cruze werd in 2009 werd in Australië op de markt gebracht ter vervanging van de Holden Astra.
Historische modellen: 
Adventra ·
Apollo ·
Astra ·
Barina ·
Barina Spark ·
Belmont ·
Brougham ·
Business ·
Calibra ·
Camira ·
Caprice/Statesman ·
Captiva 5 ·
Captiva 7 ·
Colorado ·
Combo ·
Commodore ·
Crewman ·
Cruze ·
Drover ·
Epica ·
Frontera ·
Gemini ·
Jackaroo ·
Kingswood ·
Malibu ·
Monaro ·
Nova ·
One Tonner ·
Panel Van ·
Piazza ·
Premier ·
Rodeo ·
Sandman ·
Scurry ·
Shuttle ·
Special ·
Standard ·
Suburban ·
Sunbird ·
Tigra ·
Torana ·
Ute/Utility ·
Utility/Coupe Utility ·
Vectra ·
Viva ·
Volt
Zafira
Hoofdseries: 
FX · 
FJ · 
FE · 
FC · 
FB · 
EK · 
EJ · 
EH · 
HD · 
HR · 
HK · 
HT · 
HG · 
HQ · 
HJ · 
HX · 
HZ · 
VB · 
VC · 
VH · 
VK · 
VL · 
VN · 
VP · 
VR · 
VS · 
VT · 
VX · 
VY · 
VZ · 
VE · 
VF
Nevenseries:
WB · 
VG · 
VQ · 
VU · 
WH · 
WK · 
WL · 
WM · 
WN